# チャビー・チェッカー
チャビー・チェッカー（Chubby Checker、1941年10月3日 - ）は、アメリカ合衆国の歌手。1960年9月と1962年1月に1位を記録した『ザ・ツイスト（ツイスト No.1）』の大ヒットによる世界的なツイストブームの立役者として知られる。

## 来歴
1960年代前半を中心に活躍し、全米TOP40に21曲がランクインした。1961年の『レッツ・ツイスト・アゲイン』でグラミー賞ベスト・ロックンロール・レコーディング受賞。
2004年、ロックンロールの殿堂に選定されていないことに対して抗議活動を行った。2018年現在、未選出。
2013年、男性器測定アプリに名前を使われたとして、ヒューレット・パッカードを相手取り、商標権侵害で5億ドルの損害賠償を求める訴訟を起こした。のちに和解（和解内容は不明）。※「チャビー」はスラングで「勃起した男性器」という意味もある。